# Rama Yade

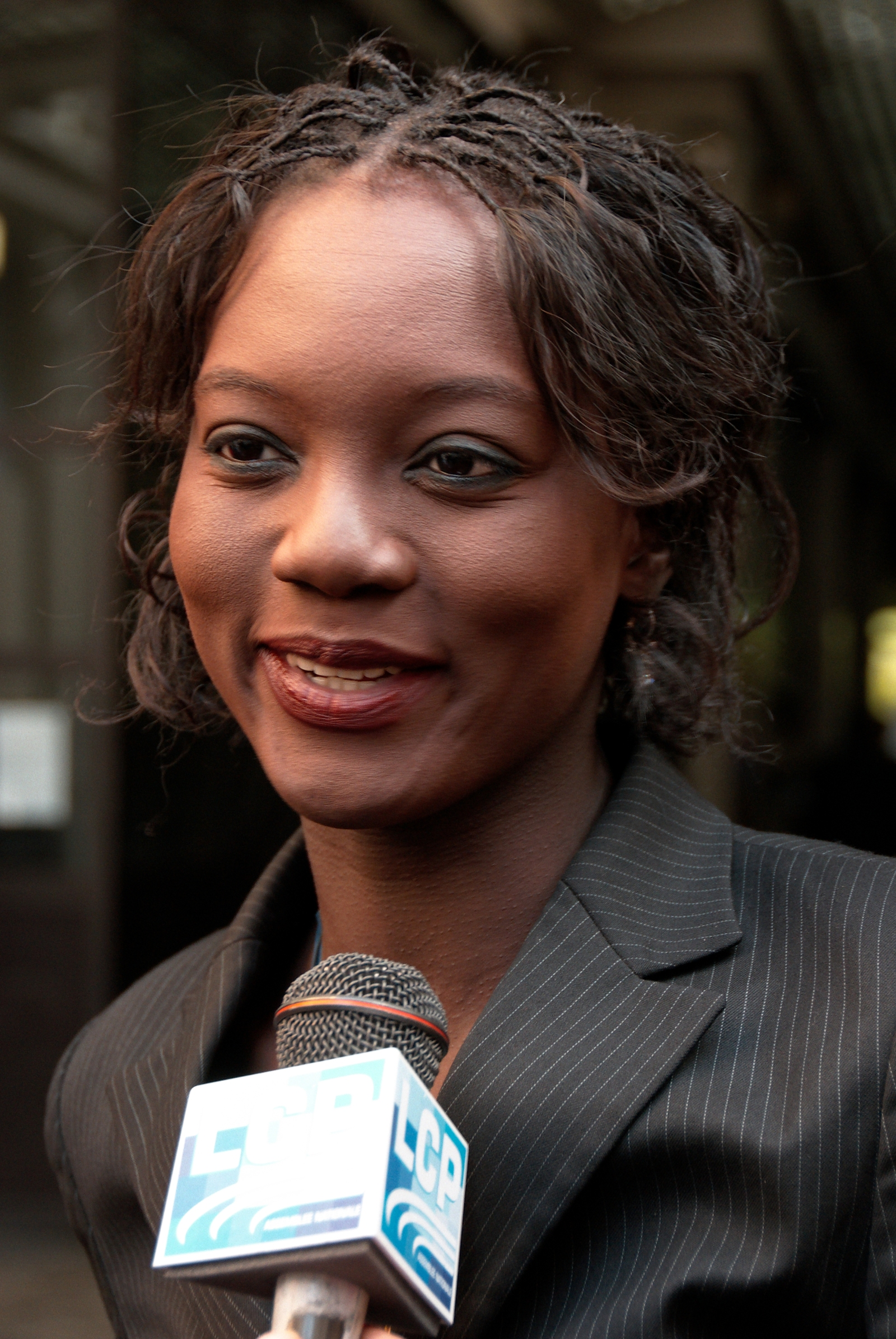
Rama Yade (2007)

Rama Yade, właśc. Mame Ramatoulaye Yade (ur. 13 grudnia 1976 w Dakarze) – francuska polityk pochodzenia senegalskiego, w rządach François Fillona wiceminister spraw zagranicznych (2007–2009) i następnie wiceminister zdrowia i sportu w drugim rządzie François Fillona (2009–2010).

## Życiorys

### Pochodzenie i wykształcenie
Urodziła się w Senegalu w rodzinie wywodzącej się z grupy etnicznej Lebou, wyznania muzułmańskiego, o przekonaniach lewicowych. Jej rodzice byli nauczycielami, ojciec był też dyplomatą i osobistym sekretarzem prezydenta Léopolda Sédara Senghora. W 1987 jej rodzina zdecydowała się wyemigrować do Francji, gdzie zamieszkała w podparyskim Colombes, początkowo w willowej, południowej części miasta. Po separacji rodziców w 1990 (ojciec wrócił do Senegalu) Rama Yade w wieku 14 lat przeniosła się wraz z matką i trzema siostrami do mieszkania na 16. piętro bloku komunalnego osiedla Fossés Jean na północy Colombes, przy autostradzie A86. Dorastała w trudnych warunkach np. mogła wyjechać na wakacje jedynie dzięki Secours Populaire, organizacji pomocowej o proweniencji komunistycznej. Uczyła się w gimnazjum katolickim Jeanne-d’Arc w Colombes oraz w liceum Paul-Valéry w Paryżu. W 2000 ukończyła studia w Instytucie Nauk Politycznych w Paryżu. W 1993, podczas kryzysu związanego z wzięciem klasy przedszkolaków jako zakładników, odkryła Nicolasa Sarkozy’ego, ówczesnego mera w pobliskim Neuilly-sur-Seine, którego dynamizm według jej wspomnień miał wywrzeć na niej duże wrażenie. Rama Yade nazywała często byłego prezydenta Francji „swoim mentorem”, m.in. w 2010.

### Działalność zawodowa i polityczna
W trakcie studiów przystąpiła do młodzieżówki partii gaullistowskiej, zaangażowała się też w działalność organizacji broniących praw człowieka.
Pracowała w paryskim ratuszu i w Zgromadzeniu Narodowym. Od 2002 była zatrudniona w administracji francuskiego Senatu, gdzie była administratorem Komisji ds. Społecznych, a następnie od 2005 pracowała w parlamentarnym kanale telewizyjnym. Przystąpiła do centroprawicowej Unii na rzecz Ruchu Ludowego, w ramach której od 6 marca 2006 pełniła funkcję krajowego sekretarza do spraw Frankofonii.
W 2007 objęła stanowisko sekretarza stanu ds. praw człowieka w Ministerstwie Spraw Zagranicznych, kierowanym przez Bernarda Kouchnera. W lutym 2009 w sondażach wysunęła się na pierwsze miejsce wśród najpopularniejszych francuskich polityków. Ku niezadowoleniu (według doniesień mediów) prezydenta Nicolasa Sarkozy’ego Rama Yade odrzuciła propozycję do startu w wyborach do Parlamentu Europejskiego na czele listy UMP z regionu Île-de-France. W rezultacie 23 czerwca 2009 została przesunięta na stanowisko sekretarza stanu ds. sportu w Ministerstwie Zdrowia i Sportu, kierowanym przez Roselyne Bachelot-Narquin. 14 listopada 2010 przestała pełnić tę funkcję w ramach rekonstrukcji rządu.
Deklarując rozczarowanie brakiem pozytywnej reakcji ze strony nowego sekretarza generalnego (faktycznego przewodniczącego) UMP, Jean-François Copé, na jej inicjatywę pokierowania programem spójności społecznej w ramach tej partii, 15 grudnia 2010 zgłosiła akces do Partii Radykalnej (autonomicznego ugrupowania stowarzyszonego z UMP), której liderem jest Jean-Louis Borloo. W dalszym ciągu zadeklarowała się jako zwolenniczka prezydenta Nicolasa Sarkozy’ego, pozostając też członkinią UMP.
23 grudnia 2010 Rama Yade została nominowana na stanowisko ambasadora, stałego przedstawiciela Francji przy Organizacji Narodów Zjednoczonych do Spraw Oświaty, Nauki i Kultury (UNESCO) w Paryżu w miejsce Catherine Colonny. W czasie swojej misji kilka razy była upominana z powodu zbyt dużej aktywności medialnej, przy czym jej opinie nie zawsze były zgodne z linią rządu. 15 czerwca 2011 złożyła dymisję, a w lipcu przestała pełnić funkcję ambasadora (w listopadzie stanowisko to objął Daniel Rondeau). W listopadzie 2011 rozpoczęła pracę jako dyrektor w firmie konsultingowej Cursus Management. W 2012 Rama Yade nie wykluczyła poparcia kandydatury François Bayrou w wyborach prezydenckich, natomiast Nicolas Sarkozy stwierdził, iż popełnił błąd, wprowadzając ją do rządu. W tym samym roku bez powodzenia kandydowała w wyborach parlamentarnych.
W kwietniu 2016 Rama Yade ogłosiła zamiar kandydowania w wyborach prezydenckich w 2017. W lutym 2017, po spadku notowań wyłonionego w prawyborach centroprawicowego kandydata François Fillona, zwróciła się o poparcie dla jej kandydatury do Republikanów.
W połowie 2018 podjęła pracę w Banku Światowym w Waszyngtonie, gdzie zajmowała się kontaktami z państwami Afryki. Pod dwóch latach spędzonych w USA w 2020 wróciła do Francji, gdzie została wykładowczynią w Instytucie Nauk Politycznych w Paryżu.

## Życie prywatne
W 2005 Rama Yade poślubiła Josepha Zimeta, radcę w gabinecie sekretarza stanu Jeana-Marie Bockela, historyka z wykształcenia, syna kanadyjskiego śpiewaka jidisz Ben Zimeta. Mają córkę Jeanne (ur. 2013). Małżonkowie rozstali się, pozostając w separacji.

## Publikacje
- Rama Yade: Noirs de France, les Nouveaux Neg'marrons, Récit d'un rendez-vous manqué entre la République et les Afro-antillais. Paryż: Calmann-Lévy, 2007, s. 234. ISBN 978-2-7021-3761-1.
- Rama Yade: Les droits de l’homme expliqués aux enfants de 7 à 77 ans. Paryż: Seuil, 2008, s. 119. ISBN 978-2-02-098829-2.
- Rama Yade: Lettre à la jeunesse. Paryż: Grasset, 2010, s. 140. ISBN 978-2-246-78350-3.
- Rama Yade: Plaidoyer pour une instruction publique. Paryż: Grasset & Fasquelle, 2011, s. 180. ISBN 978-2-246-79477-6.
- Rama Yade: Carnets du pouvoir 2006–2013. Paryż: éditions du Moment, 2013, s. 434. ISBN 978-2-35417-212-1.
- Rama Yade: Anthologie regrettable du machisme en politique. Paryż: éditions du Moment, 2015, s. 166. ISBN 978-2-35417-390-6.
- Rama Yade: À l'instant de basculer. Paryż: éditions du Net, 2016, s. 102. ISBN 978-2-312-04937-3.